# 주오만 대한민국 대사관
주오만 대한민국 대사관(아랍어: سفارة جمهورية كوريا لدى سلطنة عمان)은 오만 무스카트에 개설된 대한민국 외교부 소속의 대사관이다.

## 역사
- 1974년 3월 28일: 대한민국과 오만 간의 대사급 외교 관계 수립
- 1976년 10월 30일: 주오만 대한민국 대사관 개설

## 역대 대사
- 제1대: 정구욱 (1979년 5월 26일 신임장 제정)
- 제2대: 이경훈 (1980년 10월 4일 신임장 제정)
- 제3대: 이원호 (1984년 4월 12일 신임장 제정)
- 제4대: 최배식 (1987년 2월 17일 신임장 제정)
- 제5대: 강종원 (1989년 11월 4일 부임)
- 제6대: 장승옥 (1992년 9월 19일 부임)
- 제7대: 우종호 (1995년 8월 12일 부임)
- 제8대: 이영현 (1997년 9월 13일 부임)
- 제9대: 박신웅 (2000년 2월 15일 부임)
- 제10대: 김의식 (2002년 5월 18일 신임장 제정)
- 제11대: 이상민 (2005년 3월 15일 부임)
- 제12대: 조성환 (2007년 11월 11일 신임장 제정)
- 제13대: 최종현 (2010년 11월 10일 신임장 제정)
- 제14대: 김대식 (2013년 6월 23일 부임)
- 제15대: 강도호 (2016년 5월 4일 부임)
- 제16대: 김창규 (2019년 5월 9일 부임)
- 제17대: 김기주 (2022년 3월 10일 부임)

## 같이 보기
- 주한 오만 대사관
- 대한민국-오만 관계